# Armoiries de Trinité-et-Tobago

Armoiries de Trinité-et-Tobago.

Le blason de Trinité-et-Tobago fut dessiné par un comité constitué en 1962 pour établir les symboles du pays (en).
Le blason est composé d'un champ de gueules, surmonté d'un pic d'argent, lui-même surmonté d'un champ de sable, dans lequel figurent deux colibris d'or et sous ceux-ci, un steelpan d'or, instrument originaire de Trinité-et-Tobago 
Le blason est surmonté d'un heaume d'argent et de gueules surmonté d'un cimier en forme de cocotier et de gouvernail.
Le blason est soutenu par les deux oiseaux nationaux : à gauche un Ibis rouge symbolisant l'île de la Trinité et à droite un Ortalide à ventre roux symbolisant l'île de Tobago.
Dans la partie inférieure, sur une ceinture d'or, on peut lire la devise officielle du pays en anglais : "Together We Aspire, Together We Achieve" («Ensemble nous aspirons, Ensemble nous accomplissons»).
Aussi dans la partie inférieure, il vaut la peine de noter que l'Ortalide à ventre roux se tient sur une roche plate, mais l'Ibis rouge se tient sur une roche avec trois pics, pas contrairement à ceux sur les armoiries de la Slovénie. Ces trois pics représentent les Collines de la Trinité (en), dans le sud de l'île de la Trinité, vus par Colomb et probablement l'origine du nom de l'île. 

## Proposition de changement
Le 18 août 2024, le Premier ministre Keith Rowley déclare lors d'une convention de son parti : « Nous allons remplacer les trois navires de Christophe Colomb: la Nina, la Pinta et la Santa Maria par le steelpan ». Il explique que le remplacement des navires par un symbole de la culture nationale (en) est « une première étape dans un processus de décolonisation, importante pour la manière dont nous nous percevons ». Cependant, sa proposition ne fait pas l'unanimité. À son argument, la cheffe de l'opposition, Kamla Persad-Bissessar, répond que « la vérité sur notre passé et notre présent est amère et dure » et qu'il ne faut pas l'effacer car « elle devrait être utilisée pour éclairer les générations suivantes afin qu’elles ne répètent pas les erreurs du passé ». D'autres, comme l'ancien procureur général (en) Garvin Nicholas (en), critiquent les dépenses que cela va engendrer : « Changer les armoiries n'est pas un simple acte consistant à monter sur une tribune et à le dire, cela implique des dépenses de plusieurs centaines de millions de dollars ». Quoi qu'il en soit, Keith Rowley promet que le vote sur le changement d’emblème aura lieu avant fin septembre et que toutes les armoiries seront changées « dans les 6 mois pour des raisons logistiques ».